# Adungu

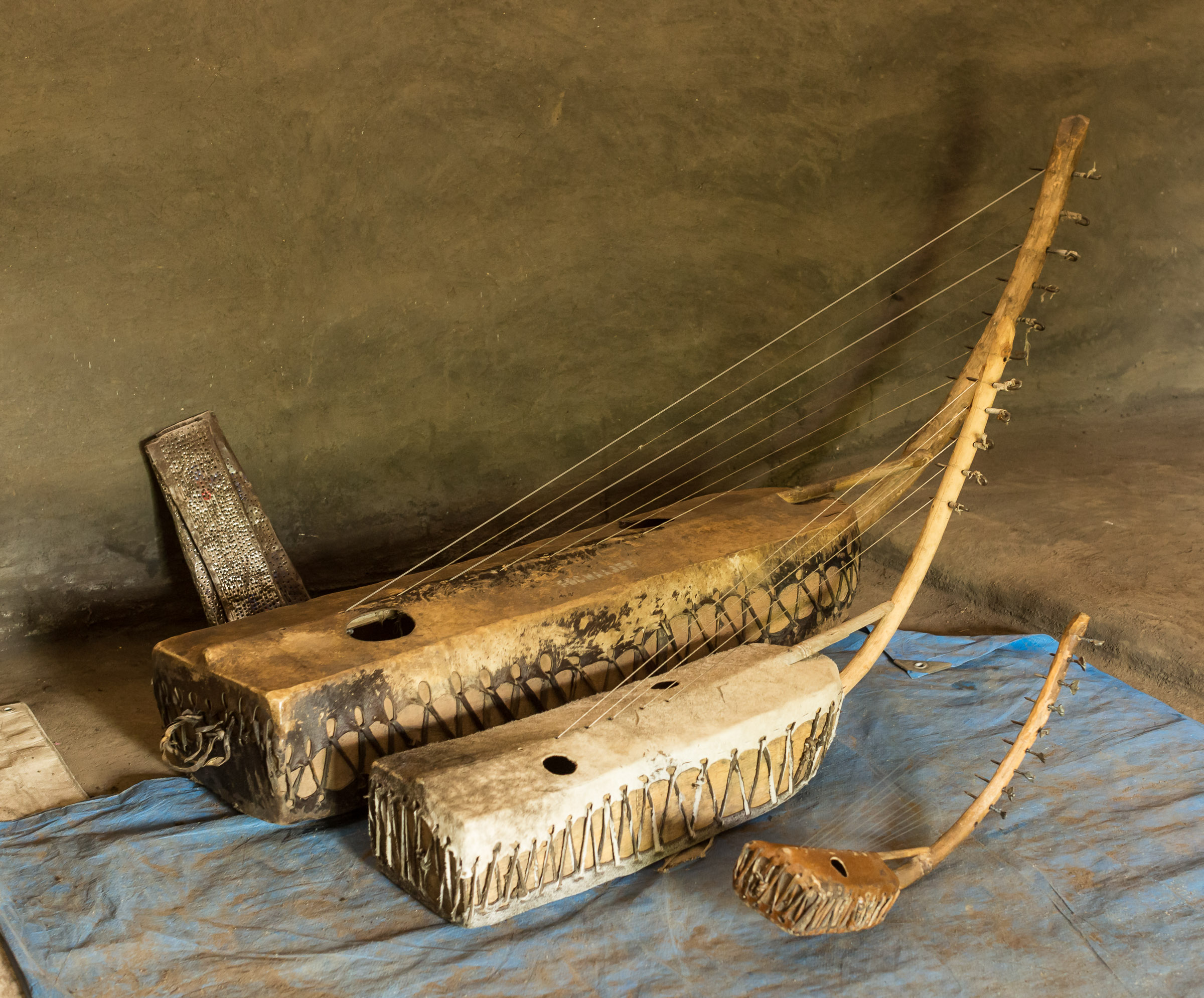
Drei adungu unterschiedlicher Größe

Adungu ist eine meist sieben- bis neunsaitige Bogenharfe der Alur im Nordwesten von Uganda an der Grenze zur Demokratischen Republik Kongo. Seit den 1960er Jahren gelangte die adungu auch in andere Landesteile und wurde allmählich in drei bis vier unterschiedlichen Größen in Ensembles übernommen. Die adungu ist konstruktiv mit der fünfsaitigen Bogenharfe kundi der Azande in Zentralafrika verwandt (Typ 2 nach Klaus Wachsmann, 1964) und unterscheidet sich von der ennanga der Baganda im Süden von Uganda (Typ 1).

## Herkunft

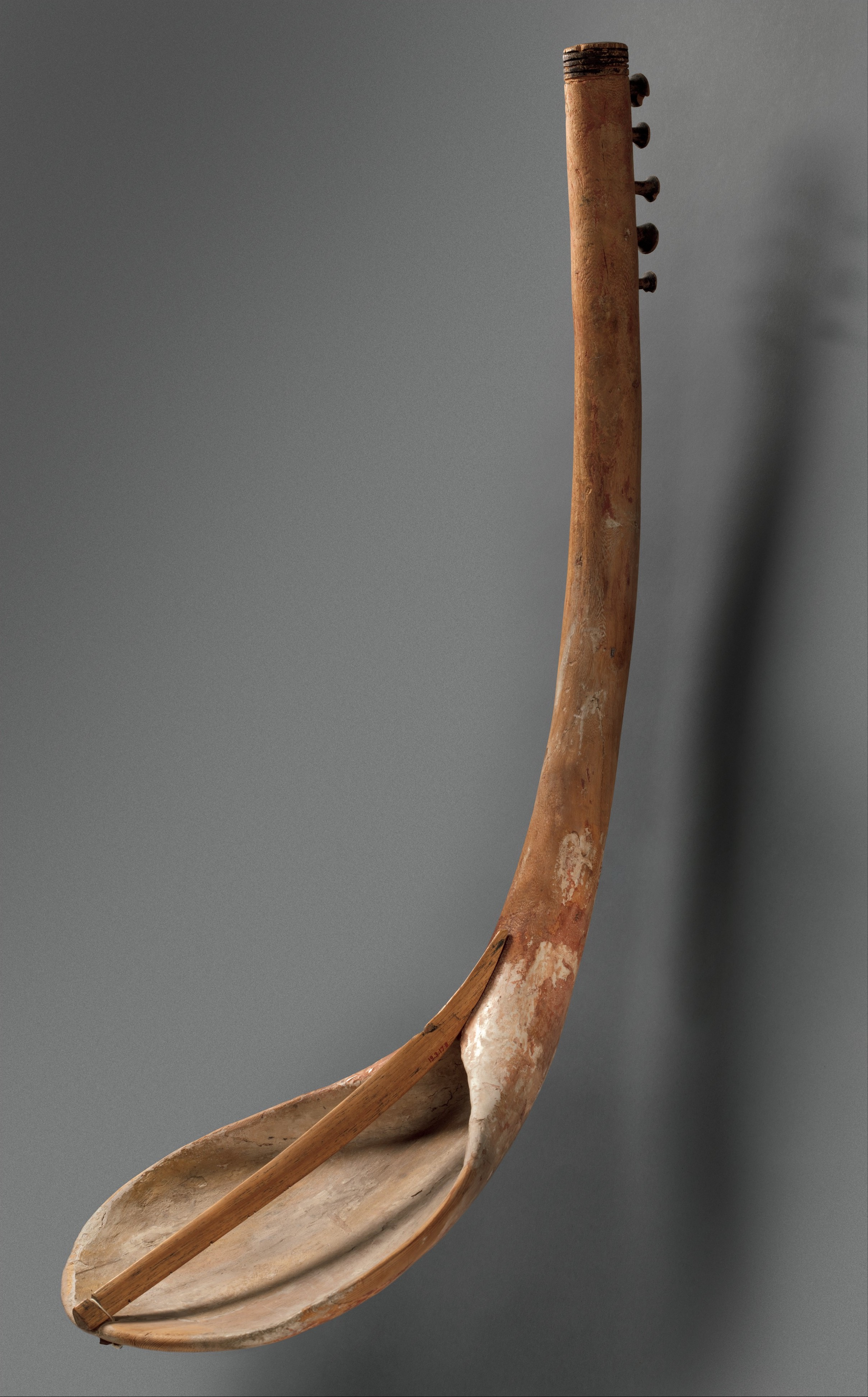
Altägyptische Bogenharfe um 2000–1900 v. Chr. aus dem Mittleren Reich. Fünf Saiten, Rippe zur Saitenbefestigung, die Hautdecke fehlt. Metropolitan Museum of Art

Die ältesten Darstellungen von Harfen in Afrika sind aus der altägyptischen 4. Dynastie (um 2500 v. Chr.) überliefert. Sie repräsentieren den bereits voll ausgereiften Typus der Bogenharfe mit einem kurzen spaten- oder schaufelförmigen Resonanzkasten, der mutmaßlich auf Vorläufer bis in die 1. Dynastie (Anfang 3. Jahrtausend) zurückgeht und eine eigenständige ägyptische Entwicklung ist. Curt Sachs (1928) erkennt im flach gekrümmten Bogen der mannshohen altägyptischen Harfen als Ausgangspunkt den Musikbogen, dessen angesetzter Resonanzkörper an das untere Ende des Saitenträgers angepasst wurde und von dessen Decke nun statt einer Saite mehrere Saiten in einer Ebene bis zum oberen Bereich des Trägerstabes führen. Gegen Ende der Zweiten Zwischenzeit (um 1600 v. Chr.) treten neue Harfenformen in Erscheinung, vor allem die naviforme Großbogenharfe, eine mannshohe Standharfe mit einem langen schlanken Korpus, der erst allmählich in den Saitenträger übergeht. Im thebanischen Grab TT367, das in die Regierungszeit von Amenophis II. (zweite Hälfte 15. Jahrhundert v. Chr.) datiert wird, ist überdies noch eine transportable kleinere Tiefbogenharfe der Sänger (Schulterharfe) und erstmals eine kleine Winkelharfe abgebildet. Letztere verdrängte die altägyptischen Bogenharfen, die allenfalls in der Volksmusik oder in umgebenden Gebieten weiterexistierten. Die ägyptische Winkelharfe gelangte später auf einem eigenen Weg nach Westafrika, wo sie in Gestalt der mauretanischen ardin als einzige Winkelharfe in Afrika überlebt hat. Die im Neuen Reich gespielte tragbare Schulterharfe besaß einen schlanken bootsförmigen Korpus und einen stark gekrümmten Hals.
Die tragbaren Bogenharfen gelangten nach der auf Klaus Wachsmann (1964) zurückgehenden Theorie von Ägypten allmählich den Nil aufwärts nach Ostafrika und von dieser Route abzweigend auch nach Zentral- und Westafrika. Im Süden reicht ihr Verbreitungsgebiet kaum über den Äquator hinaus. Es schließt Uganda, das Zentrum der afrikanischen Bogenharfen ein. Hier besaßen Mitte des 20. Jahrhunderts von 25 Ethnien 12 eine eigene Harfentradition. Des Weiteren kommen Harfen im Norden und Nordosten der Demokratischen Republik Kongo, in Darfur im Sudan, im Südsudan, in Gabun, in der Zentralafrikanischen Republik und im Norden von Kamerun vor. In Westafrika sind sie auf Gebiete südlich des Tschadsees beschränkt. Es gibt keine Überschneidungen zwischen den Verbreitungsregionen der Bogenharfen und der westafrikanischen Stegharfen, deren mutmaßlich älteste Vertreterin die drei- bis viersaitige bolon ist. Nach den unterschiedlichen Möglichkeiten, die Halsstange am Korpus zu befestigen, unterscheidet Wachsmann drei Haupttypen der afrikanischen Bogenharfen, die Rückschlüsse auf deren Verbreitungswege erlauben:

### Drei Bogenharfentypen

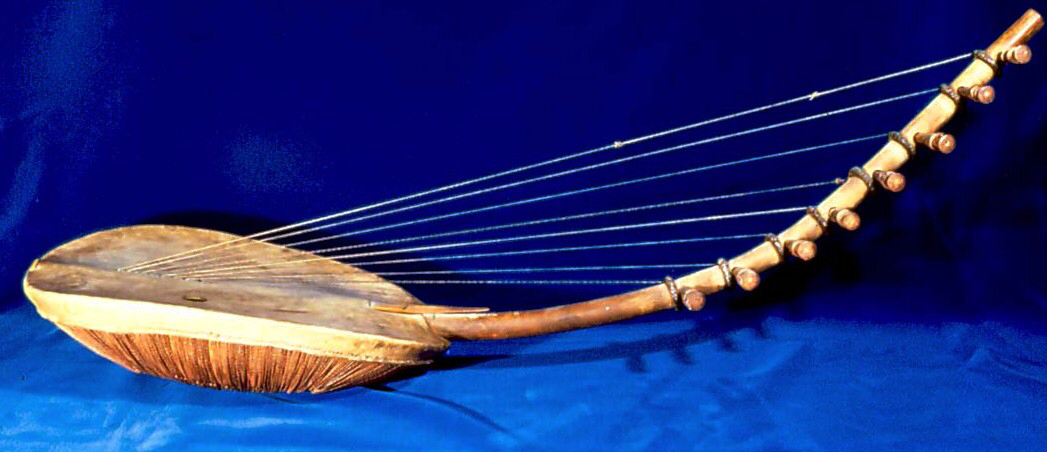
Typ 1: ennanga, mit dem Hals auf dem Rand der Schale liegend. 19. Jahrhundert. Metropolitan Museum of Art

Beim Typus „Löffel in der Tasse“ liegt der gebogene Hals (Saitenträger) mit seinem unteren Ende lose am Rand des flachen schalenförmigen Korpus und ragt bis etwa zur Mitte des Bodens. Auf der Höhe der Hautdecke ist ein als Aufhängeleiste für die Saiten dienender Stab in den Hals eingesteckt und mit seinem anderen Ende am gegenüberliegenden Rand der Resonanzschale befestigt. Die aus drei Teilen bestehende Konstruktion ist nur durch die gespannten Saiten stabil. Zu diesem ausschließlich in Uganda vorkommenden Typus gehören unter anderem die ennanga der Baganda, die ekidongo der Nyoro, die kimasa der Basoga, die fünfsaitige opuk agoya (oder lotewrokuma) der Acholi und die ebenfalls aus einem Schildkrötenpanzer als Resonator bestehende tum der Langi. Aufgrund des relativ begrenzten Verbreitungsgebiets schließt Gerhard Kubik (1982), dass dieser Typus bereits vor langer Zeit und unabhängig von den anderen Typen in der Region angekommen war. Wie der „Löffel in der Tasse“-Typus durch den Sudan in den Süden kam, ist unklar, vermutlich geschah dies bereits vor der Luo-Einwanderung im 16. Jahrhundert nach Kenia. Die Luo sind wie viele andere nilotische Völker überwiegend keine Spieler von Harfen, sondern von Leiern (wie der tom). Die mündliche Überlieferung lässt sich im Fall der ennanga bis zu Kabaka Nakibinge (reg. um 1494–1524) zurückführen, dem sie auf den Ssese-Inseln im Victoriasee vorgespielt wurde.

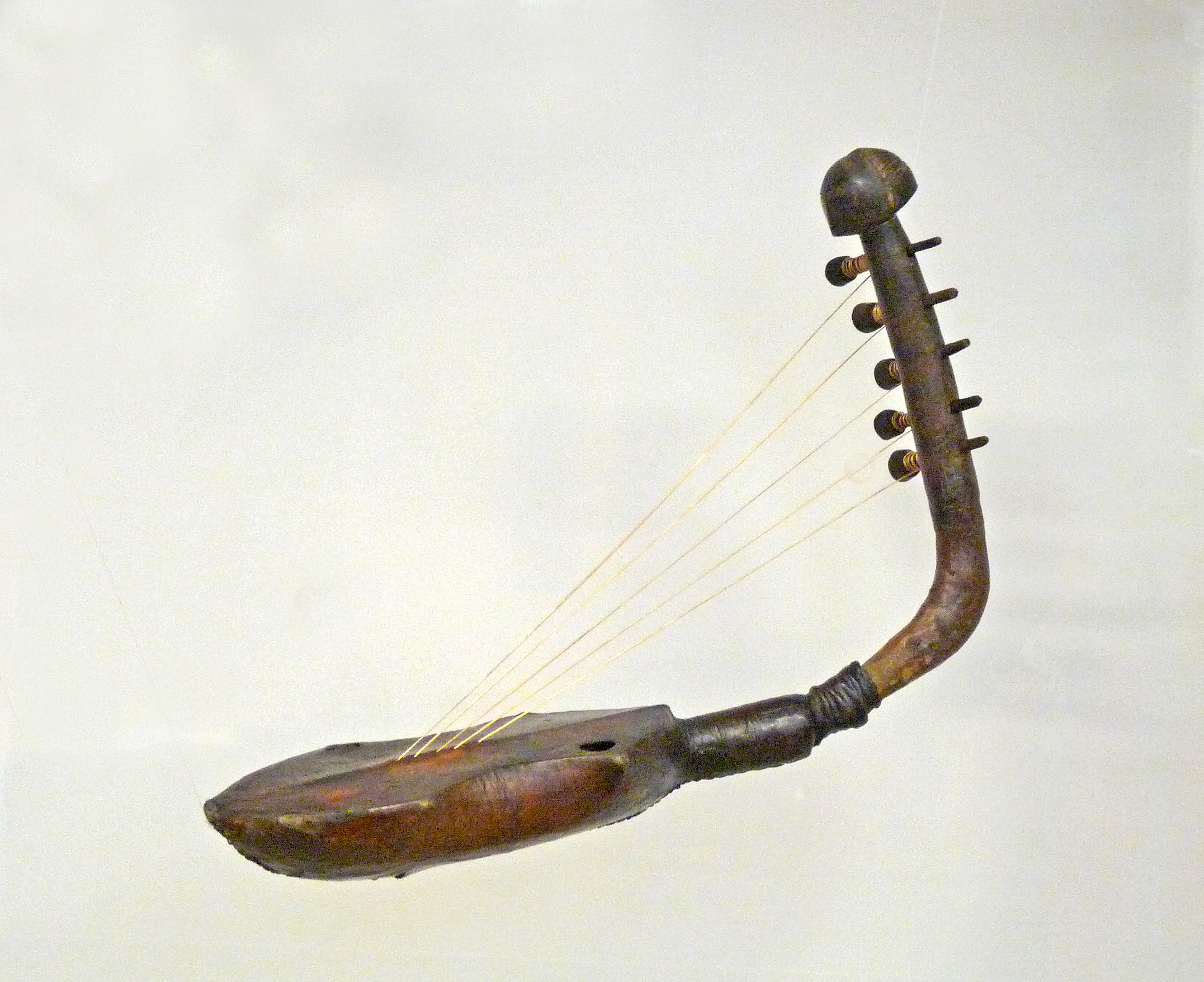
Typ 2: fünfsaitige Bogenharfe kundi der Azande mit ausgeprägtem Flaschenhals. Königliches Museum für Zentral-Afrika in Tervuren, Belgien.

Das Bild vom „Korken in der Flasche“ für den zweiten Typus beschreibt einen hölzernen Korpus, der an einem Ende eine tüllenförmige Öffnung besitzt, in die das untere Ende des Halses gesteckt wird. Dies ergibt eine feste Verbindung. Bei manchen Formen ist die Verbindungsstelle deutlich abgesetzt und bildet im Profil eine Kante in der Umrisslinie, bei anderen wurde der breite Ansatz mit einer Haut umwickelt oder gelegentlich als menschlichen Kopf geschnitzt. Der auch als tanged type (englisch, „der mit einer Tülle versehene Typ“) bekannte Typus kommt im zentralen Afrika nördlich des Äquators vor. Typische Harfen sind die kundi der Azande im Norden der Republik Kongo, die domu der Mangbetu im Nordosten der Demokratischen Republik Kongo sowie in Uganda die kinanga der Bakonjo im Ruwenzori-Gebirge, die ore oder orodo der Madi in Norduganda und Südsudan und die adungu der Alur.
Zwischen den Musikinstrumenten der nilotischen Völker Nordugandas (einschließlich der adungu der Alur) und denen der Bantu (ennanga der Baganda, kimasa der Basoga) im Süden Ugandas bestehen allgemein beträchtliche Unterschiede in Form und Spielweise.

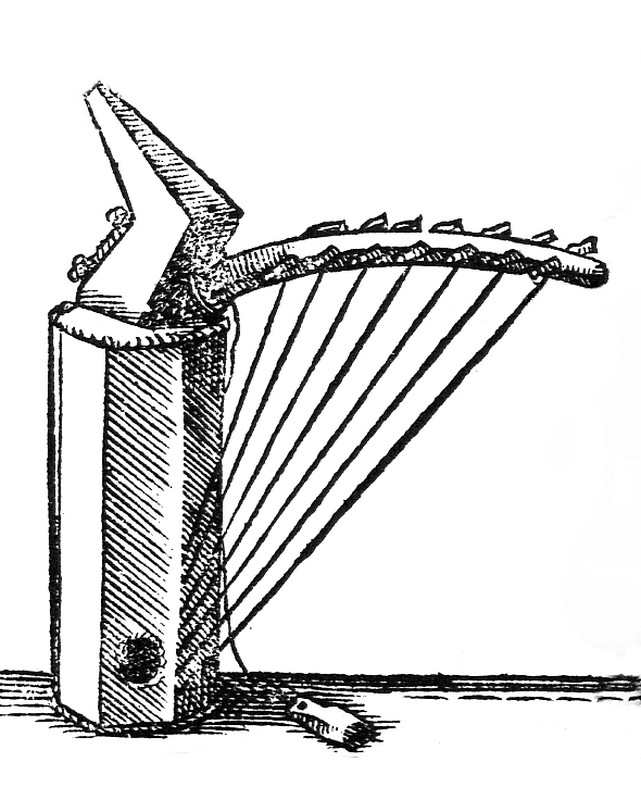
Typ 3: Detail aus Tafel XXXI im Syntagma musicum von Michael Praetorius, 1619. Zeigt vermutlich eine Bogenharfe der Kele in Gabun mit acht Saiten (eine Saite hängt abgerissen).

Beim dritten Typus, genannt shelved type („der mit einem Brett versehene Typus“), besitzt der Resonator ein Brett, an welches der Saitenträger angebunden oder gelegentlich gesteckt ist. Das Basisbrett ist das Kriterium für diesen Typus, auch wenn es vereinzelt die Form eines menschlichen Kopfes annehmen kann. Die Verbreitungsregion erstreckt sich am Atlantischen Ozean entlang von Gabun bis in den Süden von Kamerun und enthält zwei isolierte Vorkommen im Bereich von Ghana und der Elfenbeinküste. Eine diesem Typus zugehörige Bogenharfe ist in der musikwissenschaftlichen Schrift Syntagma musicum von Michael Praetorius (1619) abgebildet. Auf Tafel XXXI ist neben einem Pluriarc auch erstmals eine zentralafrikanische Bogenharfe zu sehen. Die Darstellung eines aus mehreren Brettern gefügten Korpus wurde vermutlich einer bei den Kele (Bakele, Kélé-Sprecher) an der Küste von Gabun beobachteten achtsaitigen Bogenharfe nachempfunden. Dort waren 1470 portugiesische Seefahrer gelandet und hatten bald Handelsbeziehungen aufgenommen. Gerhard Kubik (2000) schließt aus Praetorius’ Abbildung, dass sich der Typ 3 in Gabun eventuell weit vor dem 17. Jahrhundert aus dem Typ 2 durch die Übernahme lokaler Formen in Gabun und im Kongo, vor allem vom Pluriarc, entwickelt haben könnte.

### Diffusionstheorie
Gemäß der Typologie Wachsmanns konkretisiert Gerhard Kubik (1982) die mutmaßliche Ausbreitung der Harfe in Afrika. Von Ägypten aus könnte sich die Harfe nilaufwärts durch das Reich von Kusch (um 600 v. Chr. – um 350 n. Chr.) nach Süden ausgebreitet haben und in einem Vorläufer des „Löffel in der Tasse“-Typs im Verlauf des 1. Jahrtausends den Süden von Uganda erreicht haben, woraus sich später die ennanga und ihre Verwandten entwickelten. Der „Korken in der Flasche“-Typ, zu welchem die adungu gehört, entwickelte sich demnach aus Instrumenten, die von Kusch aus zunächst nach Westen zum Tschadsee gelangten. Halbwegs auf dieser Route fand Franz Födermayr (1969) bei den Bilia im Rückzugsgebiet der Ennedi-Berge (im Nordosten des Tschad) die fünfsaitige Bogenharfe krding. Eine weitere fünfsaitige Harfe auf dieser Route ist die aus Nubien stammende kurbi (auch al-bakurbo) der Baggara in Darfur, über die 1972 berichtet wurde. Mit der fortschreitenden Austrocknung der Savanne gab es Bevölkerungsverschiebungen nach Süden und darüber gelangte dieser Harfentyp in sein heutiges Verbreitungsgebiet einschließlich Nordwestuganda.
Bei dieser Diffusionstheorie gibt es einige Unterschiede zwischen den altägyptischen und den schwarzafrikanischen Bogenharfen, die sich spieltechnisch und konstruktiv von jenen entfernt haben: Ein afrikanischer Harfenspieler hält sein Instrument anders als im Alten Ägypten mit dem Hals vom Körper weg. Die altägyptischen Harfen besaßen nach allgemeiner Ansicht feste Stimmpflöcke, um die um den Hals gewickelten Saiten am Abrutschen zu hindern, aber keine beweglichen Stimmwirbel wie bei sämtlichen heutigen Harfen in Afrika. Wann und woher die Stimmwirbel erstmals eingeführt wurden, ist unklar.
Adungu oder adingili nennen die Alur und Acholi auch einen mehrsaitigen Musikbogen, der aus einem halbrund gebogenen Stab besteht, über den eine Schnur so gespannt ist, dass sich drei Z-förmig verlaufende Saiten mit unterschiedlichen Tonhöhen ergeben. Laut den Beschreibungen aus der ersten Hälfte des 20. Jahrhunderts wird dieser Musikbogen von Mädchen der Acholi und Alur gespielt, die den Bogenstab zur Klangverstärkung auf eine umgedrehte Kalebassenhalbschale stellen. Von einem solcherart verstärkten Musikbogen führt der entwicklungsgeschichtliche Weg zu den Bogenharfen über die Zwischenstufe eines am halbrunden Saitenträger befestigten Resonators. Einen solchen mit einer Hautdecke ausgestatteten Resonator aus Holz besitzt die seltene und uneinheitlich als Musikbogen oder Bogenharfe klassifizierte afghanische waji, deren Saiten einzeln ausgespannt sind.

## Bauform

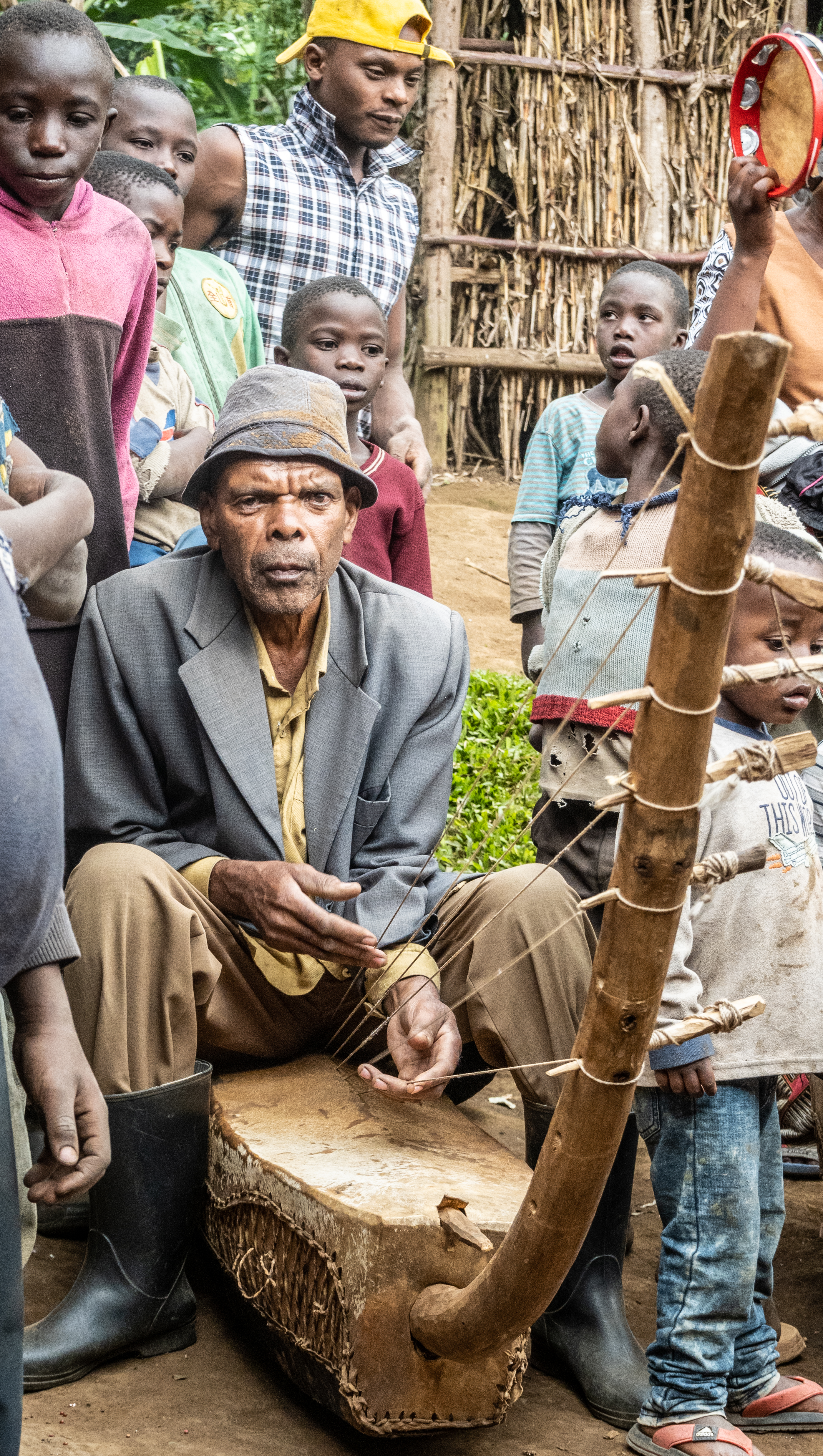
Musiker mit einer neunsaitigen (mit sechs Saiten bespannten) Bass-adungu in Kisoro.

Der Resonanzkörper der adungu besteht aus einer ungefähr rechteckigen oder nach einer Seite sich verjüngenden Holzschale, die aus einem Block herausgeschnitzt wurde. Geeignet ist das leichte Holz des stattlichen Laubbaums Vitex doniana, das in Norduganda auch für andere Musikinstrumente, Fenster- und Türrahmen verwendet wird. Der gebogene Saitenträger ist in einem mehr oder weniger starken Winkel in ein Loch an einer Schmalseite des Korpus gesteckt und ragt mit ein- bis zweifacher Korpuslänge nach oben. Mitte des 20. Jahrhunderts besaß die adungu generell sieben Saiten, heute sind Instrumente unterschiedlicher Größen und Korpusformen mit zwischen sieben und über zehn, meistens mit neun Saiten üblich. Seitenständige lange Holzwirbel in entsprechender Zahl stecken in Bohrungen in regelmäßigen Abständen entlang der oberen Hälfte des Halses. Unter der Hautdecke verläuft eine Rippe zur Saitenbefestigung längs über den Resonanzkörper. Die meist von einem Säugetier gefertigte Hautdecke wird über die Seiten des Korpus gezogen und mit Hautstreifen an dessen Unterseite verspannt. Bei manchen Instrumenten umschließen zwei seitlich vernähte Hautstücke den gesamten Korpus. Die Saiten verlaufen zwischen der Rippe (Aufhängeleiste) und den Wirbeln parallel oder etwas auseinander.
Die adungu gehört zwar zum Typ 2, besitzt aber keinen ausgeprägten Flaschenhals (Tülle) wie die kundi und steht somit den südugandischen Harfen wie der ennanga näher. Die Tülle ist kurz oder es ist in der Korpuswand nur ein Loch zur Aufnahme des Saitenträgers vorhanden. Eine weitere Annäherung an Typ 1 ist die an einem oder an beiden Enden die Haut durchdringende und etwas über den Korpusrand hinausragende Rippe. Der Hals ist in einem sanften Bogen geschwungen, wiederum eher der ennanga entsprechend als den stärker geknickten Harfen vom Typ 2 weiter westlich. Wie bei vielen afrikanischen Harfen sind zwei große runde Schalllöcher in die Hautdecke eingeschnitten. Ein Nebengeräusche erzeugendes Mirliton, das bei vielen afrikanischen Musikinstrumenten vorkommt, etwa bei der kamerunischen Bogenharfe ganzhavar und manchmal bei der dortigen Kerbstegzither mvet, fehlt bei der adungu.
Die Saiten bestehen aus Darm in sind in der Stärke nicht festgelegt. Sie werden traditionell pentatonisch gestimmt. Die Stimmung ist nicht standardisiert. Bei einem siebensaitigen Instrument wurden folgende Tonhöhen der einzelnen Saiten gemessen: Saite 1 – 435 Hz (ungefähr a1), Saite 2 – 383 Hz (ungefähr g1), Saite 3 – 338 Hz (zwischen e1 und f1), Saite 4 – 284 Hz (ungefähr d1), Saite 5 – 269 Hz (zwischen c1 und cis1), Saite 6 – 220 Hz (a) und Saite 7 – 190,5 (zwischen fis und g). Dies ergibt einen Tonumfang von etwas über einer Oktave. Heutige neunsaitige adungu werden nach westlichem Vorbild heptatonisch gestimmt. Somit bleibt der Tonumfang bei einer Oktave.
Gegenüber den anderen afrikanischen Bogenharfen zeichnet sich die adungu durch die Ende des 20. Jahrhunderts eingeführten drei bis vier unterschiedlichen Größen aus, die in einem Ensemble gespielt werden. Nach ihrer Funktion unterscheiden die Alur vier Mitglieder ihrer Harfenfamilie. In einem vollständigen Standardensemble sollten mindestens vier Melodieharfen (apila), drei rhythmisch verwendete Harfen (oryemo), zwei kleinere Bassharfen (seketa) und eine große Bassharfe (min) zum Einsatz kommen. Die größten Bassharfen erreichen bis zu zwei Meter Gesamtlänge, wobei der Resonanzkasten rund einen Meter lang ist. Die Saitenlängen betragen bei den unterschiedlich großen Instrumenten zwischen 30 und über 150 Zentimeter. Adungu haben einen weichen und feinen Klang, anders als etwa der schnarrende hervorstechende Klang der im Süden beliebten Schalenleier endongo.

## Spielweise

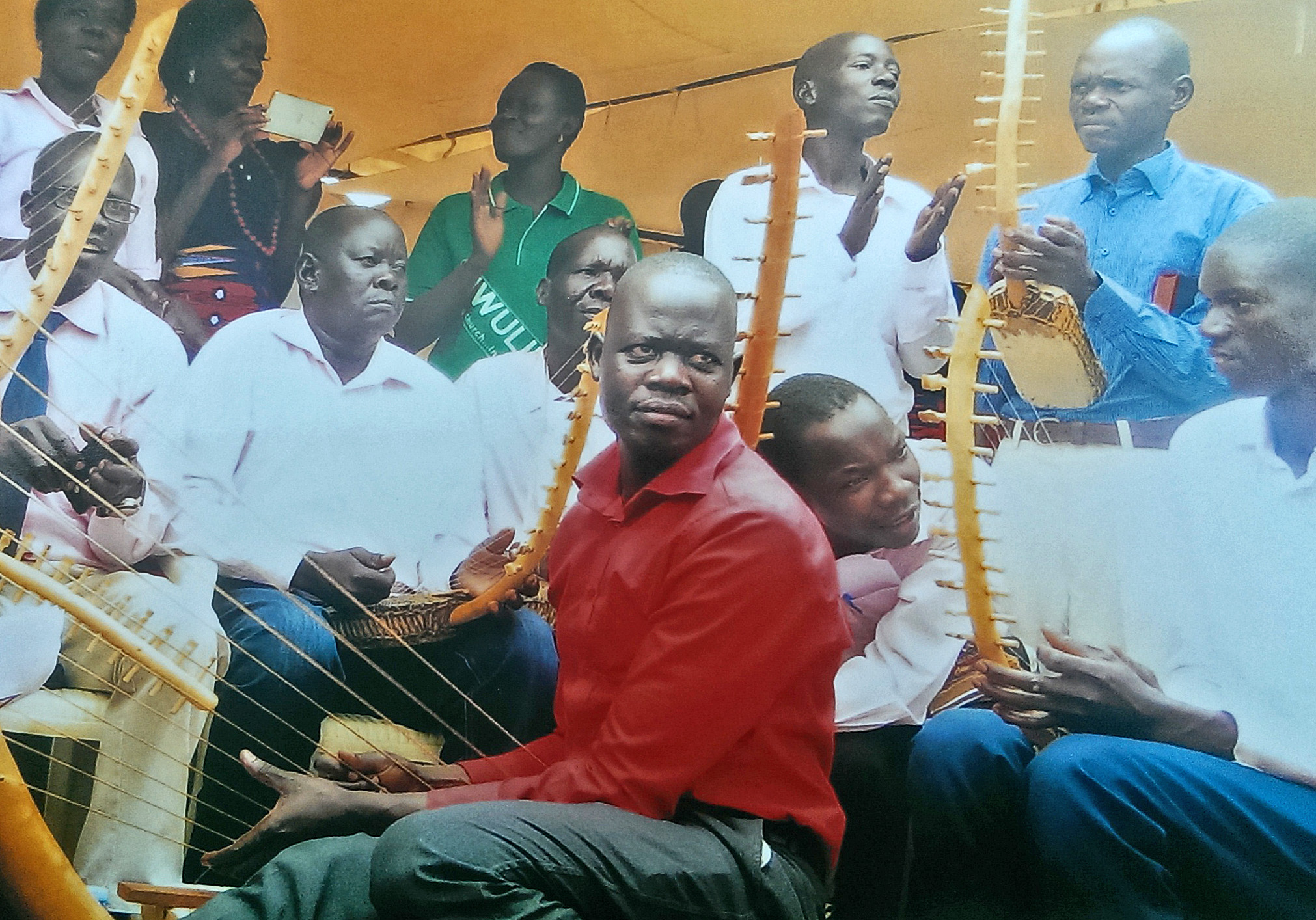
Chor und adungu-Ensemble bei der Begrüßung des anglikanischen Erzbischofs von Uganda, Stanley Ntagali, in einer Kirche in Kampala.

Der sitzende Musiker hält die adungu waagrecht mit dem Hals vom Oberkörper entfernt und zupft die Saiten abwechselnd mit beiden Händen. Große adungu ruhen auf dem Boden. Kleine adungu können auch im Stehen mit beiden Händen vor dem Bauch gehalten werden. Ein einzelner adungu-Spieler und Sänger wird nach alter Tradition von einem weiteren Musiker mit dem Schlagbalken oludhuru (olodero) rhythmisch begleitet. Dieser schlägt mit zwei Holzstäben typischerweise ein für die Alur charakteristisches Sechzehner-Rhythmusmuster: |lr.lr..l|r.l.rlr.| (r. = rechter Schlägel, l. = linker Schlägel).
Ab 1968 gewann die adungu an Beliebtheit und verbreitete sich über das Gebiet der Alur hinaus dadurch, dass sie Schulkindern unterrichtet wurde. Einer der Auslöser für den Einsatz einer größeren Auswahl traditioneller Musikinstrumente in Trommel- und Tanzensembles war Evaristo Muyinda (1916–1993), der das Nationalorchester der Baganda leitete und ab den 1950er Jahren Musikunterricht an Schulen gab. Muyinda, der selbst mehrere Xylophone, die Harfe ennanga, die Schalenleier endongo die Röhrenspießgeige endingidi und die Kerbflöte endere spielte, gilt als Gründer des Kiganda-Orchesters, in welchem in bislang nicht gekannter Weise unterschiedliche Musikinstrumente zusammenspielten. Dieses Orchester wurde zum Vorbild für die Formation größerer Ensembles mit unterschiedlichen Instrumenten an anderen Orten. Für die Verbreitung der adungu kommt hinzu, dass der aus dem Nordwesten stammende Diktator Idi Amin (reg. 1971–1979) die Kultur Nordugandas in den Vordergrund rückte.
Seit den 1970/80er Jahren wird die adungu landesweit in drei bis vier unterschiedlichen Größen und Stimmungen angefertigt und auch zu mehreren in Ensembles verwendet. Häufig werden die adungu zur Begleitung von traditionellen oder modernen Liedern anstelle von Gitarren eingesetzt, um einfache fortschreitende Dreiklang-Harmonien zu produzieren. Auf einer Aufnahme von 1991 spielt die N’gali Group aus dem Distrikt Nebbi in einem Instrumentaltrio mit drei achtsaitigen, heptatonisch gestimmten adungu. Solche Trios bestehen in Norduganda häufig aus zwei kleinen Harfen und einer sehr großen Bassharfe von zwei Metern Länge. Stilistisch orientieren sich die Musiker an der kongolesischen Gitarrenmusik, die in der Region als zairwa (nach dem vormaligen Landesnamen Zaire) bekannt ist. Die Bands aus dem Norden treten landesweit bevorzugt bei Bier-Partys auf.
Die Adungu Cultural Troupe tritt (in einer Aufnahme von 2012) mit zwei kleinen adungu, einer mittelgroßen adungu, einer großen Bassharfe und einer Floßrassel kayamba zur Gesangsbegleitung auf. Adungu-Ensembles wurden auch in die christliche Liturgie übernommen. Ein Harfenensemble, das 1972 in Mahagi (Provinz Ituri) jenseits der ugandischen Grenze im Nordosten des Kongo aufgezeichnet wurde, bestand aus neun jungen Männern, die unterschiedlich große achtsaitige adungu während des katholischen Gottesdienstes und darüber hinaus regionale Volkslieder spielten.